# Dinamo Stavropol
Dinamo Stavropol (Russisch: Динамо Ставрополь) is een Russische voetbalclub uit de stad Stavropol.

## Geschiedenis
De club werd opgericht in 1924. Van 1980 tot 1981 en van 1985 tot 1991 speelde de club in de Pervaja Liga, de tweede hoogste klasse van de competitie van de Sovjet-Unie. Na de val van de Sovjet-Unie speelde de club van 1992 tot 1994 in de nieuwe hoogste klasse van Rusland. Tot 1999 speelde de club nog in de tweede klasse. In 2004 werd de club kampioen, maar promoveerde niet door financiële moeilijkheden. De club verdween enkele jaren uit de competitie en er kwamen nieuwe teams in de stad, maar in 2015 ging Dinamo in de Russische derde klasse spelen.